# Чоловічі тривоги
«Чоловічі тривоги» (рос. «Мужские тревоги») — російський радянський художній фільм 1986 року режисера Анатолія Ниточкіна.

## Сюжет
У центрі фільму образ молодого офіцера Андрія Кисельова — командира акустиків протичовнового корабля «Спритний».

## У ролях
- Олександр Кузнєцов
- Олена Борзова
- Леонід Белозорович
- Олександр Сафронов
- Андрій Гусєв
- Юрій Шликов
- Олександр Новіков
- В'ячеслав Говалло
- Любов Соколова
- Євген Шутов
- Борис Борисов
- Євген Москальов
- Ігор Боховко
- Дмитро Орловський

## Творча група
- Сценарій: Лев Корсунський
- Режисер: Анатолій Ниточкін
- Оператор: Фелікс Кефчіян
- Композитор: Веніамін Баснер